# Bittacus homburgerae
Bittacus homburgerae är en näbbsländeart som beskrevs av Navás 1933. Bittacus homburgerae ingår i släktet Bittacus och familjen styltsländor. Inga underarter finns listade i Catalogue of Life.